# Kleiniella medleri
Kleiniella medleri är en insektsart som beskrevs av Jennifer L. Hollis 1976. Kleiniella medleri ingår i släktet Kleiniella och familjen rundbladloppor. Inga underarter finns listade i Catalogue of Life.